# Saved by the Bell
Saved by the Bell (Já Tocou em Portugal e Uma Galera do Barulho no Brasil) é uma série de TV norte-americana exibida originalmente em 4 temporadas, de 1989 a 1993. No Brasil, foi exibida em 1990 pelo SBT com o nome de Uma Galera do Barulho. Em Portugal, a série foi transmitida pela TVI, entre 1993 e 1996.
A série é predominantemente ambientada em um colégio, o Bayside High School onde seus estudantes se aventuram em temas próprios da adolescência. Os personagens são estereótipos bastante comuns e frequentes nas séries e filmes estadunidenses, como por exemplo "o atleta", "o estudante latino", "a garota linda", "a líder de torcida", "o nerd", dentre outros.
O seriado era um spin-off de um outro seriado chamado Good Morning, Miss Bliss e foi tão bem sucedido, que acabou por gerar mais dois spin-offs (Saved by the Bell: The College Years e Saved by the Bell: The New Class) e dois telefilmes (Saved by the Bell: Hawaiian Style e Saved by the Bell: Wedding in Las Vegas).

## Elenco
- Mark-Paul Gosselaar como Zachary 'Zack' Morris
- Mario Lopez como Albert Clifford 'A.C.' Slater
- Dustin Diamond como Samuel 'Screech' Powers
- Lark Voorhies como Lisa Turtle
- Tiffani Thiessen como Kelly Kapowski
- Elizabeth Berkley como Jessica 'Jessie' Myrtle Spano
- Dennis Haskins como Sr. Richard Belding
- Leanna Creel como Tori Scott
- Ed Alonzo como Max